# 冥中注定我愛你
《冥中注定我愛你》（英語：Meant to Be），2017年緯來電影台自製電影。由禾浩辰、黃姵嘉、陳珮騏、柯逸華領銜主演。於2017年4月2日於緯來電影台首播。

## 播出時間

### 首播
| 頻道       | 所在地 | 播映日期     | 播出時間    |
| ---------- | ------ | ------------ | ----------- |
| 緯來電影台 | 臺灣   | 2017年4月2日 | 週日 21：00 |

## 故事大綱
紀嘉樹，一個天生「陰陽眼」卻沒有「陰陽耳」的男大生。雖然經常被好兄弟找上門，卻苦於無法跟好兄弟溝通。最大的願望就是關掉困擾他多年的「陰陽眼」，直到遇見了可以跟她溝通的女鬼倩倩…… 在倩倩的「翻譯」下，嘉樹得知一直纏著他的外國鬼皮特，其實是他的祖先。 經過抽絲剝繭，終於調查出皮特死亡的真相，重新安葬，超渡了他的亡靈。事件結束後，倩倩也消失不見了…… 一年後，嘉樹和倩倩在一場骨髓捐贈宣傳活動上再次相遇！而倩倩卻有著不同的身份，到底她是人？還是鬼？ 

## 演員列表

### 主要演員
| 演員   | 角色   | 介紹                                                     |
| 禾浩辰 | 紀嘉樹 | 天生陰陽眼，卻無陰陽“耳”，所以看的見靈體卻無法跟他們溝通 |
| 黃姵嘉 | 張倩倩 | 唯一能和紀嘉樹溝通的靈體，因白血病長期住院               |
| 陳珮騏 | 陳師姐 | 靈媒師、阿偉的阿姨。雖有靈異體質，但只能感覺到不能看見   |
| 柯逸華 | 皮特   | 紀嘉樹的曾曾曾祖父                                       |

### 其他演員
| 演員     | 角色   | 介紹                                           |
| 林鶴軒   | 阿偉   | 紀嘉樹的好友                                   |
| 林鶴軒   | 檳榔潘 | 阿偉的祖先。覬覦皮特的金項鍊，而殺害皮特的兇手 |
| 池端玲名 | 美里   | 阿偉的女友                                     |
| 李穎     | 小尤   | 嘉樹的學姊，後來被皮特打亂了                   |
| 梁皓嵐   | 阿金   | 皮特的妻子、嘉樹的曾曾曾祖母                   |

- 張昌緬 飾：嘉樹母親
- 吳碧蓮 飾：嘉樹阿嬤
- 許孟甯 飾：倩倩妹妹
- 譚慶譜 飾：倩倩爸爸
- 黃楚兒 飾：志工
- 林道禹 飾：清朝鬼
- 吳珮瑜 飾：歐巴桑鬼
- 郭政賢 飾：日本鬼
- 林杰叡 飾：小嘉樹
- 林宇辰、林史恩 飾：警衛

## 外部連結
- 緯來電影台-冥中注定我愛你 Meant to Be （页面存档备份，存于）
- 緯來電影台的Facebook專頁

## 作品的變遷
| 緯來電影台 周日21：00      | 緯來電影台 周日21：00           | 緯來電影台 周日21：00 |
| -------------------------- | ------------------------------- | --------------------- |
|                            | 冥中注定我愛你 （2017年4月2日） |                       |
| 我的禮物 （2017年1月22日） | 胸性大發 （2017年7月16日）      |                       |